# Icarus Verilog
Icarus Verilog és una implementació del compilador de llenguatge de descripció de maquinari Verilog que genera llistes de xarxa en el format desitjat (EDIF) i un simulador. Admet les versions 1995, 2001 i 2005 de l'estàndard, parts de SystemVerilog i algunes extensions.
Icarus Verilog està disponible per a Linux, FreeBSD, OpenSolaris, AIX, Microsoft Windows i Mac OS X. Llançat sota la Llicència Pública General de GNU, Icarus Verilog és programari lliure, una alternativa al programari propietari com el Verilog-XL de Cadence.
A partir de la versió 0.9, Icarus es compon d'un compilador Verilog (incloent un preprocessador de Verilog) amb suport per a plug-in backends i una màquina virtual que simula el disseny. Per visualitzar les formes d'ona, es pot utilitzar un programa com GTKWave. La versió v10.0, a més de millores generals i correccions d'errors, va afegir suport preliminar per a VHDL, però el suport de VHDL s'ha abandonat a partir del 2018.

## Història
Ni tan sols l'autor recorda ben bé quan es va iniciar el projecte, però els registres de CVS es remunten al 1998. Hi ha hagut versions 0.2 fins a la versió estable actual 10.0.
El desenvolupament d'Icarus Verilog el realitza principalment l'únic autor habitual, Stephen Williams. S'han aportat algunes porcions no trivials com a pedaços acceptats.